# Adesmus hemispilus
Adesmus hemispilus là một loài bọ cánh cứng trong họ Cerambycidae.